# Felix Götze
Felix Götze (Dortmund, 1998. február 11. –) német korosztályos válogatott labdarúgó, aki FC Augsburg hátvédje.

## Pályafutása

### Klubcsapatokban
A Borussia Dortmund csapatában nevelkedett 2014-ig, majd a Bayern München korosztályos csapataihoz igazolt. 2017 május-ban 2019. június 30-ig szóló profi szerződést kötött a Bayern München csapatával. Szeptember 29-én a második csapatban bemutatkozott a Wacker Burghausen ellen. November 3-án az Ingolstadt II ellen első gólját is megszerezte. 2018. július 1-jén ingyen igazolt az Augsburg csapatához, 4 évre. Augusztus 19-én a TSV Steinbach Haiger elleni kupamérkőzésen néhány perc játék lehetőséget kapott, ezen a mérkőzésen mutatkozott be tétmérkőzésen. Szeptember 1-jén a bajnokságban a Borussia Mönchengladbach ellen debütált. Szeptember 25-én a Bayern München ellen a 87. percben Manuel Neuer bizonytalanságát kihasználva, közvetlen közelről, mellel sodorta a kapuba a labdát, ez volt az első gólja az élvonalban. 2021. február 1-jén kölcsönbe került a Kaiserslautern a szezon végéig.

### A válogatottban
Részt vett a 2017-es U19-es labdarúgó-Európa-bajnokságon, ahol a B csoport 3. helyén végeztek.

## Család
Két testvére van, Mario Götze a PSV Eindhoven világbajnok középpályása és Fabian Götze, aki szintén labdarúgó.